# Синклер, Малкольм, 20-й граф Кейтнесс
Малкольм Иэн Синклер, 20-й граф Кейтнесс (англ. Malcolm Sinclair, 20th Earl of Caithness; род. 3 ноября 1948) — шотландский аристократ и консервативный политик, член Палаты лордов в качестве одного из оставшихся наследственных пэров. Он является главным исполнительным директором фонда клана Синклер.
Титулы: 20-й граф Кейтнесс (с 9 мая 1965), 20-й лорд Берридейл (с 9 мая 1965), 15-й баронет из Канисбея, графство Кейтнесс (с 9 мая 1965), глава клана Синклер (с 9 мая 1965).
Должности: Парламентский организатор (1984—1985), заместитель государственного секретаря Парламента по вопросам транспорта (1985—1986), министр внутренних дел (1986—1988), министр по охране окружающей среды (1988), министр жилищного строительства (1988—1989), генеральный казначей (1989—1990), министр иностранных дел и по делам Содружества (1990—1992), министр железных и автомобильных дорог (1992—1994).

## Происхождение
Родился 3 ноября 1948 года в Бирме. Единственный сын Джеймса Родерика Синклера, 19-го графа Кейтнесса (1906—1965), и его второй жены Мадлен Габриэль де Пюри (1912—1990).

## Образование
Малкольм Синклер получил образование в школе Блэрмор, Абердиншире (тогда Колледж Мальборо) и Королевском сельскохозяйственном колледже, Сайренсестер.

## Палата лордов и политические учреждения
Малкольм Кейтнесс служил парламентским организатором правительственной партии в Палате лордов при Маргарет Тэтчер с 1984 по 1985 год. Затем он перешел в Министерство транспорта в качестве парламентского заместителя государственного секретаря, проработав до 1986 года, когда он стал государственным министром в Министерстве внутренних дел. В 1988 году он был однажды назначен государственным министром в Департаменте окружающей среды. В 1989 году он стал генеральным казначеем и государственным министром финансов.
В 1990 году граф Кейтнесс был назначен государственным министром в Министерстве иностранных дел, а затем, в 1992 году, вернулся в Министерство транспорта. В 1990 году он был назначен тайным советником.
В январе 1994 года Малкольм Синклер ушел со своего поста в Министерстве транспорта после самоубийства своей жены Дианы Кэролайн Коук.
С принятием Закона о Палате лордов 1999 года граф Кейтнесс, наряду с большинством других наследственных пэров, потерял свое автоматическое право заседать в Палате лордов. Однако он был избран одним из 90 представительных пэров, призванных в соответствии с положениями закона оставаться в Палате лордов. С тех пор он заблокировал дальнейшую реформу лордов, представив «вредительские» поправки к законопроекту об отмене дополнительных выборов для наследственных пэров, предложенному лордом Грокоттом в 2018 году.
Кейтнесс является противником банковского дела с частичным резервированием.
Кейтнесс был попечителем Mey Trust замка королевы Елизаветы с момента его создания в 1996 году до 2016 года. В 1999 году он помог основать благотворительный фонд наследия, Клановый фонд Синклера, целью которого является сохранение и охрана замка Синклер Гирниго, расположенного недалеко от Уика в Кейтнессе. Он исполняет обязанности исполнительного директора и отвечал за включение замка в Список Всемирного фонда памятников в Списке 100 наиболее находящихся под угрозой исчезновения объектов в мире в 2002 году, сбор средств и надзор за восстановительными работами, которые позволили замку быть доступным и открытым для общественности.

## Личная жизнь
9 января 1975 года граф Кейтнесс женился первым браком на Дине Кэролайн Коук (11 января 1953 — 8 января 1994), дочери майора Ричарда Ловела Коука и Молли Флетчер. У супругов было двое детей:
- Леди Айона Александра Синклер (род. 18 января 1978)
- Александр Джеймс Ричард Синклер, лорд Берридейл (род. 26 марта 1981).

В ноябре 2004 года он во второй раз женился на Лейле Кассел Дженкинс, дочери Теодора Локка Дженкинса и Кэтлин Эннис, в часовне Росслин, с которой познакомился в Аскоте, и через год подал на развод. Второй брак был бездетным.

## Клан Синклер
В Великобритании, Австралии, Канаде, Италии и США существуют ассоциации кланов Синклер.
Малкольм Синклер организовал первую Международную встречу Клана Синклеров в Кейтнессе в 2000 году, а затем снова в 2002, 2005, 2008, 2010, 2012 (в Норвегии), и 2015 годах.
В 2009 году Малкольм Синклер, говоря о роли вождей кланов, сказал: «Я не верю, что есть обязательства по отношению к клану в каком-либо формальном смысле. В течение многих лет я не проявлял никакого интереса к клану, потому что был слишком занят зарабатыванием на жизнь и воспитанием семьи… Если вождь может уделить время, особенно Диаспоре, то для всех есть огромные награды, и я надеюсь, что большинство вождей смогут это сделать».